# Chiesa di San Clemente (Venezia)
La chiesa di San Clemente è un edificio religioso della città di Venezia, situato sull'omonima isola di San Clemente, oggi interamente occupata da un complesso alberghiero.

## Storia
Le prime notizie sull'isola di San Clemente risalgono al 1131, quando il facoltoso mercante Pietro Gattilesso fonda una chiesa con annesso un ospitale per pellegrini e soldati in attesa di imbarcarsi verso la Terra santa. La chiesa ha un impianto romanico a navata unica con transetto contenente l'altare maggiore e l'abside.
Subito dopo la fondazione, la gestione della chiesa e dell’ospitale è affidata ai canonici regolari di Sant'Agostino, che nel 1165 sono già organizzati in prioria. L'intera isola viene inoltre posta sotto la giurisdizione del patriarca di Grado Enrico Dandolo.
Nel 1288 vengono trasferite nella chiesa di San Clemente le spoglie di sant'Aniano di Alessandria, discepolo e successore di san Marco Evangelista nella cattedra di Alessandria.
Nel 1432 il papa Eugenio IV — il veneziano Gabriele Condulmer — insedia sull'isola l’ordine dei canonici Lateranensi detti della Carità. Grazie ai lasciati ricevuti, i canonici avviano lavori di ampliamento del convento e di restauro della chiesa. La facciata della chiesa viene completamente ricostruita secondo lo stile del rinascimento lombardo e suddivisa da lesene e cornici. 
Per adempiere a un voto fatto durante l'epidemia di peste che aveva colpito la città, nel 1630 viene deciso di edificare una cappella sul modello della Santa Casa di Loreto all'interno della chiesa di San Clemente, altezza dell'altare principale. Al finanziamento della costruzione, avviata nel 1643, contribuiscono molte famiglie veneziane. 
Due anni più tardi, nel 1645, gli Eremiti camaldolesi di Monte Corona acquistano l'isola di San Clemente e, grazie alle donazioni della nobiltà veneziana, danno una nuova fisionomia al convento. Nel 1652 la famiglia Morosini sovvenziona i lavori della facciata della chiesa, per ricordare le imprese di Francesco e Tommaso Morosini, deceduti nella guerra di Candia. I lavori sono affidati allo scultore Andrea Cominelli, che colloca nelle parti laterali della facciata due epitaffi e i bassorilievi delle battaglie contro i turchi in cui avevano combattuto i Morosini. Lo stemma della famiglia è posto nel riquadro sovrastante la porta principale. Nelle due nicchie superiori vengono poste le statue di San Benedetto e San Romualdo, fondatore dell'ordine dei camaldolesi. Della primitiva facciata rimane una Madonna con il Bambino incastonata al centro dell'arco terminale del fronte. 
Nel 1703 viene aggiunto sul lato più breve della Casa di Loreto, rivolto verso il coro, il bellissimo bassorilievo del bolognese Giuseppe Maria Mazza che rappresenta la nascita di Cristo e l'adorazione dei pastori.
La crisi che segue la caduta della Serenissima nel 1797 coinvolge anche l'isola di San Clemente e culmina con la soppressione napoleonica degli ordini religiosi. Nel 1810 i Camaldolesi abbandonano l’isola, che diventa sede di presidi militari a difesa di Venezia e alla fine dell'800 sede di un ospedale psichiatrico, chiuso nel 1992.
La chiesa viene ristrutturata nel 2003 ed ulteriori lavori di restauro e recupero vengono promossi dal gruppo turco Permak, proprietario dell'isola, tra il 2013 e il 2014.